# Stenotothorax sparsus
Stenotothorax sparsus är en skalbaggsart som beskrevs av Leconte 1878. Stenotothorax sparsus ingår i släktet Stenotothorax och familjen Aphodiidae. Inga underarter finns listade i Catalogue of Life.